# 1906 na televisão

## Nascimentos
| Data           | Nome             | Profissão                    | Nacionalidade  | Observações | Ref   |
| -------------- | ---------------- | ---------------------------- | -------------- | ----------- | ----- |
| 11 de janeiro  | Jesse Hibbs      | diretor de cinema e TV       | Estados Unidos | m. 1985     | [ 1 ] |
| 17 de março    | Brigitte Helm    | atriz                        | Império Alemão | m. 1996     | [ 2 ] |
| 9 de abril     | Rafaela Aparicio | atriz de teatro, tv e cinema | Espanha        | m. 1996     | [ 3 ] |
| 22 de abril    | Eddie Albert     | ator                         | Estados Unidos | m. 2005     | [ 4 ] |
| 3 de maio      | Mary Astor       | atriz                        | Estados Unidos | m. 1987     | [ 5 ] |
| 30 de junho    | Anthony Mann     | ator                         | Estados Unidos | m. 1967     | [ 6 ] |
| 18 de agosto   | Marcel Carné     | diretor de cinema            | França         | m. 1996     | [ 7 ] |
| 10 de setembro | Sadi Cabral      | ator                         | Brasil         | m. 1986     | [ 8 ] |

## Mortes
| Data | Nome | Profissão | Nacionalidade | Observações | Ref |
| ---- | ---- | --------- | ------------- | ----------- | --- |